# Oyeu
Oyeu és un municipi francès situat al departament de la Isèra i a la regió d'Alvèrnia-Roine-Alps. L'any 2007 tenia 887 habitants.

## Demografia

### Població
El 2007 la població de fet d'Oyeu era de 887 persones. Hi havia 308 famílies de les quals 48 eren unipersonals (16 homes vivint sols i 32 dones vivint soles), 92 parelles sense fills, 160 parelles amb fills i 8 famílies monoparentals amb fills.
La població ha evolucionat segons el següent gràfic:
Habitants censats

### Habitatges
El 2007 hi havia 346 habitatges, 312 eren l'habitatge principal de la família, 18 eren segones residències i 16 estaven desocupats. 325 eren cases i 21 eren apartaments. Dels 312 habitatges principals, 266 estaven ocupats pels seus propietaris, 40 estaven llogats i ocupats pels llogaters i 6 estaven cedits a títol gratuït; 9 tenien dues cambres, 22 en tenien tres, 68 en tenien quatre i 213 en tenien cinc o més. 248 habitatges disposaven pel capbaix d'una plaça de pàrquing. A 94 habitatges hi havia un automòbil i a 196 n'hi havia dos o més.

### Piràmide de població
La piràmide de població per edats i sexe el 2009 era:
| Homes | Edats   | Dones |
| ----- | ------- | ----- |
| 0     | 95 o +  | 0     |
| 0     | 90 a 94 | 0     |
| 0     | 85 a 89 | 0     |
| 0     | 80 a 84 | 4     |
| 0     | 75 a 79 | 4     |
| 24    | 70 a 74 | 16    |
| 8     | 65 a 69 | 20    |
| 32    | 60 a 64 | 16    |
| 4     | 55 a 59 | 8     |
| 28    | 50 a 54 | 24    |
| 24    | 45 a 49 | 20    |
| 32    | 40 a 44 | 28    |
| 28    | 35 a 39 | 40    |
| 36    | 30 a 34 | 40    |
| 16    | 25 a 29 | 12    |
| 4     | 20 a 24 | 12    |
| 24    | 15 a 19 | 36    |
| 40    | 10 a 14 | 36    |
| 48    | 5 a 9   | 44    |
| 36    | 0 a 4   | 8     |

## Economia
El 2007 la població en edat de treballar era de 585 persones, 446 eren actives i 139 eren inactives. De les 446 persones actives 427 estaven ocupades (239 homes i 188 dones) i 19 estaven aturades (8 homes i 11 dones). De les 139 persones inactives 49 estaven jubilades, 52 estaven estudiant i 38 estaven classificades com a «altres inactius».

### Ingressos
El 2009 a Oyeu hi havia 325 unitats fiscals que integraven 899,5 persones, la mediana anual d'ingressos fiscals per persona era de 18.656 €.

### Activitats econòmiques
Dels 22 establiments que hi havia el 2007, 3 eren d'empreses de fabricació d'altres productes industrials, 12 d'empreses de construcció, 1 d'una empresa de comerç i reparació d'automòbils, 2 d'empreses d'hostatgeria i restauració, 2 d'empreses de serveis i 2 d'empreses classificades com a «altres activitats de serveis».
Dels 14 establiments de servei als particulars que hi havia el 2009, 1 era un taller de reparació d'automòbils i de material agrícola, 5 paletes, 1 guixaire pintor, 1 fusteria, 2 lampisteries, 2 electricistes, 1 perruqueria i 1 restaurant.
L'any 2000 a Oyeu hi havia 18 explotacions agrícoles que ocupaven un total de 748 hectàrees.

## Equipaments sanitaris i escolars
El 2009 hi havia una escola elemental.

## Poblacions més properes
El següent diagrama mostra les poblacions més properes.